# 駒井幸雄
駒井 幸雄（こまい ゆきお、1951年 - ）は、兵庫県生まれの日本の環境化学者・農学者。大阪工業大学工学部環境工学科元教授、学術博士（神戸大学）。元日本水環境学会理事、第29-30期関西支部長。特定非営利活動法人瀬戸内海研究会議理事、環境技術学会編集委員会元委員。
専門は、環境生態学（特に水環境学・環境分析）・森林生態学、農学。

## 経歴
京都府立大学農学部卒業。1975年兵庫県公害研究所第二研究部（現：兵庫県環境研究センター）を経て、学術博士（神戸大学）。2007年大阪工業大学工学部環境工学科教授。フィールドワークを取り入れた水環境研究に従事し、関西地方の河川・海（六甲山水系、加古川、鴨川、大阪湾等）をはじめ、日本水環境学会ノンポイント汚染研究委員会では、福島第一原子力発電所事故に影響される汚濁物質の環境動態に関する研究メンバーとして参画した。2021年大阪工業大学退官、京都大学フィールド科学教育研究センター研究員。
大阪工業大学工学部環境工学科で長きに渡り、教鞭を執った。特に、海外研究協力活動として「インドネシア熱帯泥炭域（中央カリマンタン州パランカラヤ地域）の森林と水環境保全のための環境教育の提案と実践活動の支援」プロジェクトに2012年より従事し、これをきっかけとした大阪工業大学とパランカラヤ大学との国際交流・国際PBL活動、のちのインドネシア各大学との交流協定締結に大きく貢献した。

## 主な受賞
- 日本水環境学会関西支部「関西水環境賞」2019を受賞（「瀬戸内海の水質・底質環境の評価と汚濁負荷に関わる研究」）[12][13]。

## 主な研究
- 加古川水系に分布する地層および河川底質中におけるリンの濃度と形態について
- 播磨灘底質の粒度組成と鉱物組成
- 大阪湾底質中の粘土鉱物組成について
- 瀬戸内海に対する窒素の面源として森林が果たしている現状と将来への評価
- 大都市の水環境問題に対するフィールド調査を基盤とした環境工学的アプローチ[14]